# Europeiska rättsstatsmekanismen
Den europeiska rättsstatsmekanismen är ett årligt förfarande som Europeiska kommissionen använder för att granska tillämpningen av rättsstatens principer bland Europeiska unionens medlemsstater. Processen innefattar dialog med de nationella regeringarna och parlamenten, men också med Europaparlamentet, Europeiska unionens råd, civilsamhället och andra intressenter.
En central del av rättsstatsmekanismen är den årliga rapporten om rättsstatsprincipen. Rapporten ligger till grund för kommissionens dialoger om hur problem gällande rättsstatens principer ska hanteras på bästa sätt. Om brister uppdagas kan ramen för rättsstatsprincipen tillämpas, vilket i förlängningen kan leda till överträdelseförfarande eller artikel 7-förfarande mot medlemsstater som bryter mot grundläggande principer.